# Hangwiesen Aussicht/Lerchenberg in Wiesbaden-Bierstadt
Hangwiesen Aussicht/Lerchenberg in Wiesbaden-Bierstadt ist ein Naturschutzgebiet in der hessischen Landeshauptstadt Wiesbaden.

## Lage und Nutzungsgeschichte
Nordöstlich von Wiesbaden-Bierstadt liegen zwei Wiesen am Hang eines Riedels in den Bereichen „Aussicht“ und „Lerchenberg“. Nördlich liegt der Lindenthaler Hof, für den die für den Ackerbau ungeeigneten Wiesen seit dem Dreißigjährigen Krieg als Weideland genutzt wurden. Noch bis 1998 wurden die Wiesen durch eine Kloppenheimer Wanderschäferei beweidet und in den 1970er bis 1990er Jahren für Segelflieger genutzt. Seit dem Jahr 2000 befindet sich das Gelände in der Sukzession.

## Naturschutz
Das 4,5 Hektar große Naturschutzgebiet wurde im Juni 2021 eingerichtet, um die „Entwicklung, Erhaltung und Sicherung eines extensiv genutzten Grünlandkomplexes auf einem trockenwarmen Standort“ zu erreichen. Es befindet sich dort ein artenreicher, bodensaurer Halbtrockenrasen an einem Wiesenhang mit einzelnen wärmeliebenden Gebüschen, die als Lebensraum für seltene Heuschrecken und Tagfalter dienen.
Das Naturschutzgebiet gehört zum Landschaftsschutzgebiet Stadt Wiesbaden, das den größten Teil der unbebauten Fläche Wiesbadens umfasst.